# Centenario de la Independencia del Perú
Se denomina Centenario de la Independencia del Perú al conjunto de festividades que se realizaron en el Perú en el año 1921 para conmemorar los cien años de su independencia de España. Para celebrarlo se organizaron grandes y fastuosas fiestas que fueron supervisadas y presididas por Augusto Leguía, entonces mandatario del país.
Durante los homenajes que se iniciaron en 1921, llegaron a Lima delegaciones de 34 países para presentar su saludo al presidente Leguía, quien había forjado amplios contactos con el exterior, herencia de la trayectoria comercial que tuvo antes de iniciar su vida pública.

## Celebraciones
La ciudad de Lima fue engalanada para la ocasión con luces eléctricas que decoraban, entre otros edificios importantes, el Congreso nacional, el Palacio de Gobierno, la Plaza Mayor y la Torre del Parque Universitario, obsequio de la colonia alemana. También fueron adornados unos arcos o pórticos que ostentaban los escudos de las naciones con las que se compartió la emancipación: Ecuador, Colombia, Venezuela, Bolivia y Panamá, y que fueron colocados en las avenidas más visitadas por los vecinos y los turistas llegados para la ocasión.
Hubo suntuosas fiestas en el Palacio de Gobierno, en los clubes, carreras hípicas de gala, fiestas populares, la gran parada militar, desfiles escolares, desfiles de carros alegóricos, y una serie de inauguraciones. Uno de los actos más emotivos lo constituyó, sin duda, la inauguración del monumento al generalísimo José de San Martín, en la plaza que desde entonces lleva su nombre.
La Municipalidad de Lima obsequió el monumento del almirante Bergasse du Petit Thouars que está frente a la sede de Radio Nacional y la Plaza Washington. La capital peruana fue visitada por numerosas delegaciones de otros países, motivadas por las buenas relaciones internacionales que había sabido tejer el gobierno del presidente Leguía. Posteriormente se publicó un libro en el que se hace un recuento de las visitas extranjeras, señalando no sólo la cantidad de integrantes de las delegaciones sino la calidad de los personajes que llegaron a visitar el país.

### Delegaciones extranjeras

Saludo al presidente de Daniel Hernández. Óleo que representa el recibimiento de las misiones extranjeras, en el interior del Palacio de Gobierno por parte del presidente Augusto Leguía.

Llegaron 29 delegaciones extranjeras de países de América, Europa y Asia, siendo llamativas las ausencias de Venezuela (cuyo gobierno creyó equivocadamente que se había marginado al Libertador [Bolívar] de los homenajes) y Chile (que no fue invitado pues mantenía un conflicto territorial con Perú).
Entre los embajadores y enviados extraordinarios extranjeros estuvieron el barón Paul de Groot, enviado del rey de Bélgica; Douglas Cochrane, XII conde de Dundonald, enviado del Reino Unido; el general Charles Mangin, enviado de Francia; Antonio Gómez Restrepo, de Colombia; Antonio Caso, de México; Cipriano Muñoz y Manzano, II conde de la Viñaza, embajador del rey de España; el arzobispo Carlo Pietropaoli y el agregado Lelio Nicolo Orsini, príncipe de Vallata, enviados del Papa Benedicto XV; Albert Douglas, embajador de Estados Unidos; el arzobispo Luis Duprat, de Argentina; el expresidente José Espalter, de Uruguay; embajador de la reina de Holanda; Harvard Huitfeldt Bachke, enviado del rey de Noruega, Otto Wadsted, enviado del rey de Dinamarca; Carlos F. Hultgren, enviado del rey de Suecia; senador Guglielmo Mengarini, embajador del rey de Italia; barón Hans Paul von Humboldt-Dachroeden, embajador de Alemania; Silvino Gurgel do Amaral, embajador del Brasil; Abel Iturralde, embajador especial de Bolivia; entre otros.

## Obsequios de las colonias extranjeras
Algunas colonias de residentes, con ayuda de sus gobiernos naturales o sin ella, tomaron la decisión de regalarle a la ciudad de Lima un presente que perennizase el centenario y tradujese en la forma de un monumento que adornara la muy progresista y afrancesada ciudad capital. Los ofrecimientos de dichos monumentos fueron hechos en 1921, pero no todos los obsequios estuvieron listos para ese año: algunos empezaron a construirse en esa fecha, pero como su ejecución demandaba tiempo, fueron entregados progresivamente hasta 1926, en una serie de ceremonias. La idea original había sido que esos obsequios se entregasen entre 1921 y 1924, es decir, entre el centenario de la proclama de la Independencia del Perú por parte del Libertador José de San Martín, que se cumplía el 28 de julio de 1921, y el de la Batalla de Ayacucho, celebrado el 9 de diciembre de 1924, que selló la independencia de la dominación de España en América. Las colonias residentes en el Perú que ofrecieron regalos fueron la alemana, la francesa, la belga, la estadounidense, la china, la japonesa, la inglesa, la italiana y la española. También hubo países que hicieron obsequios. Tal fue el caso de Argentina, que luego de la ceremonia del 28 de julio de 1921, dejó los caballos tucumanos, sus arreos y las lanzas con las que desfilaron los soldados que la patria de San Martín había enviado para recordar la gesta libertadora.
| País o colonia | Obsequio                                    | Autor                                                           | Fecha de inauguración              | Lugar de instalación                   | Imagen |
| -------------- | ------------------------------------------- | --------------------------------------------------------------- | ---------------------------------- | -------------------------------------- | ------ |
| Alemania       | Torre Alemana                               | Friedrich Jordan Barkholtz                                      | 10 de julio de 1923 (101 años)     | Parque Universitario                   |        |
| Bélgica        | El estibador                                | Constantin Meunier                                              | 1926                               | Plaza Bélgica, Avenida Leguía          |        |
| Brasil         | Palmeras de la Avenida Leguía               |                                                                 |                                    | Avenida Leguía                         |        |
| China          | Fuente China                                | Ettore Graziosi y Valmore Gemignani Arquitecto: Gaetano Moretti |                                    | Parque de la Exposición                |        |
| Ecuador        | Monumento al mariscal Antonio José de Sucre | David Lozano                                                    |                                    |                                        |        |
| España         | Arco Morisco                                |                                                                 | 17 de julio de 1924 (100 años)     | Parque de la Amistad, Avenida Leguía   |        |
| Estados Unidos | Estatua de George Washington                | Jean-Antoine Houdon                                             | 4 de julio de 1922 (102 años)      | Parque Washington, Avenida Leguía      |        |
| Estados Unidos | Fuente de los Atlantes                      | Gertrude V. Whitney                                             | 6 de agosto de 1924 (100 años)     | Avenida Leguía                         |        |
| Estados Unidos | Bibliotecas portátiles                      |                                                                 |                                    |                                        |        |
| Francia        | Estatua de La Libertad                      | René Bertrand-Boutée                                            |                                    | Placita de la Recoleta                 |        |
| Italia         | Museo de Arte Italiano                      | Gaetano Moretti                                                 | 11 de noviembre de 1923 (101 años) | Parque Neptuno, Paseo de la República  |        |
| Japón          | Monumento a Manco Cápac                     | David Lozano                                                    | 5 de abril de 1926 (98 años)       | Plaza Leguía (distrito de La Victoria) |        |
| Reino Unido    | Estadio Nacional de Lima                    |                                                                 | 29 de julio de 1923 (101 años)     | Barrio de Santa Beatriz                |        |
| Fuentes:       |                                             |                                                                 |                                    |                                        |        |